# Cerdistus varifemoratus
Cerdistus varifemoratus är en tvåvingeart som först beskrevs av Macquart 1850.  Cerdistus varifemoratus ingår i släktet Cerdistus och familjen rovflugor. Inga underarter finns listade i Catalogue of Life.